# 2S9 Nona-S
Il 2S9 Nona-S (in cirillico: 2С9 Нона-С) è un mortaio semovente aviolanciabile di fabbricazione sovietica, sviluppato negli anni Settanta ed entrato in servizio nel 1981 presso l'esercito sovietico.
Progettato per neutralizzare veicoli corazzati, postazioni di artiglieria e manodopera specializzata.
Prodotto in più di 1 000 esemplari al 2021 prestava ancora servizio in numerose forze armate, tra cui le truppe aviolanciate delle Forze terrestri russe.

## Caratteristiche
Il 2S9 Nona-S è completamente anfibio ed è propulso in acqua da due idrogetti posteriori. L'equipaggio è costituito da capocarro, conduttore/meccanico, cannoniere e servente. Lo scafo è suddiviso in vano di guida, vano di combattimento e, posteriormente, vano motore. La torretta in piastre d'acciaio saldata è collocata al centro dello scafo sul vano di combattimento e ospita cannoniere e servente, entrambi dotati di portelli.
Il semovente è armato con il mortaio da 120 mm 2A51 (poi 2A60), con canna da 1,8 m. L'arma è a retrocarica e utilizza granate ad alto esplosivo, al fosforo bianco, fumogene e munizioni a guida laser KM-8 Gran.

## Varianti
- 2S9 Nona-S: versione originale del 1981 con mortaio da 120 mm installato su piattaforma cingolata BTR-D
- 2S23 Nona-SVK: versione ruotata, basata su piattaforma ruotata BTR-80
- 2B16 Nona-K: versione trainata del mortaio da 120mm

## Utilizzatori

### Presenti
- Azerbaigian: 18 2S9[4].
- Bielorussia: 48 2S9[5].
- Cina
- : 25 2S9[6][7].
- Kirghizistan: 12 2S9[8].
- Moldavia: 9 2S9[9].
- Russia: oltre 780 (inclusi 500 in riserva) 2S9 Nona-S, 42 2S23 Nona-SVK e 124 2B16 Nona-K[10].
- Siria: quantità sconosciuta[11]
- Turkmenistan: 203 2S9[12].
- Ucraina: 2 2B16 e 40 2S9[13], usati da entrambe le fazioni nella guerra del Donbass[14][15].
- Uzbekistan: 54 2S9[16].
- Venezuela - 18 Nona SVK, ordinati nel 2009, consegnati nel 2011-2012[17]. 13 in servizio al 2016[18].